# (13147) Foglia
(13147) Foglia ist ein Asteroid des Hauptgürtels, der am 24. Februar 1995 von der italienischen Astronomin Maura Tombelli am Osservatorio Astronomico di Asiago Cima Ekar (IAU-Code 098) des von der Universität Padua betriebenen Osservatorio Astrofisico di Asiago auf der Hochebene von Asiago entdeckt wurde.
Der Asteroid wurde am 13. Oktober 2000 nach dem italienischen Amateurastronomen Sergio Foglia (* 1972) benannt, der in Mailand zahlreiche Asteroiden, Kometen, veränderliche Sterne und Mondfinsternisse beobachtete.
Der Himmelskörper ist Mitglied der Koronis-Familie, einer Gruppe von Asteroiden, die nach (158) Koronis benannt ist.